# تورا برایت
تورا برایت (انگلیسی: Torah Bright؛ زادهٔ ۲۷ دسامبر ۱۹۸۶) اسنوبردسوار اهل استرالیا است.
وی در مسابقات کشوری و بین‌المللی در مجموع برندهٔ ۳ مدال طلا، ۳ مدال نقره، ۲ مدال برنز شده‌است.